# Marmur paryjski

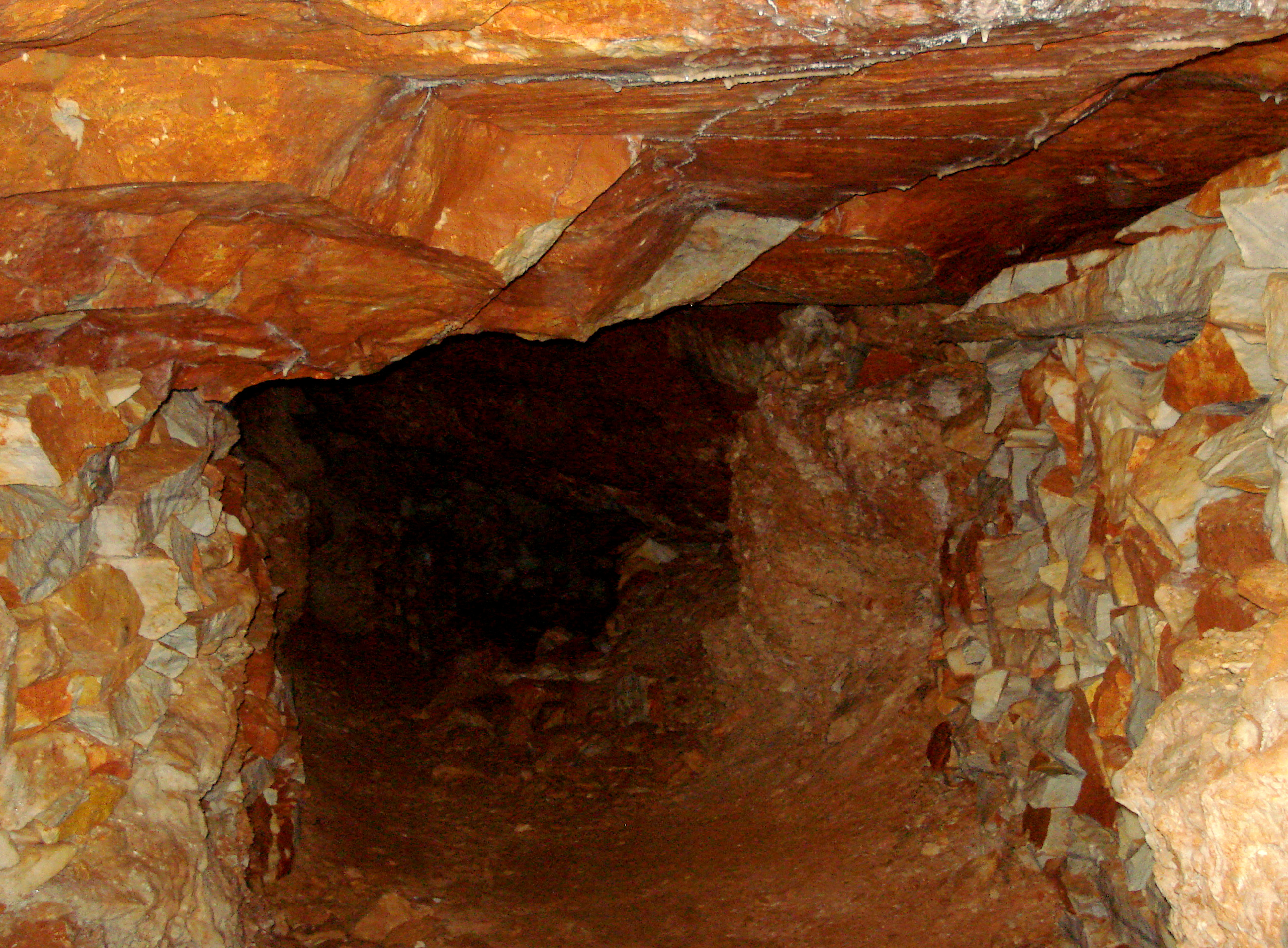
Starożytny kamieniołom marmuru paryjskiego na wyspie Paros

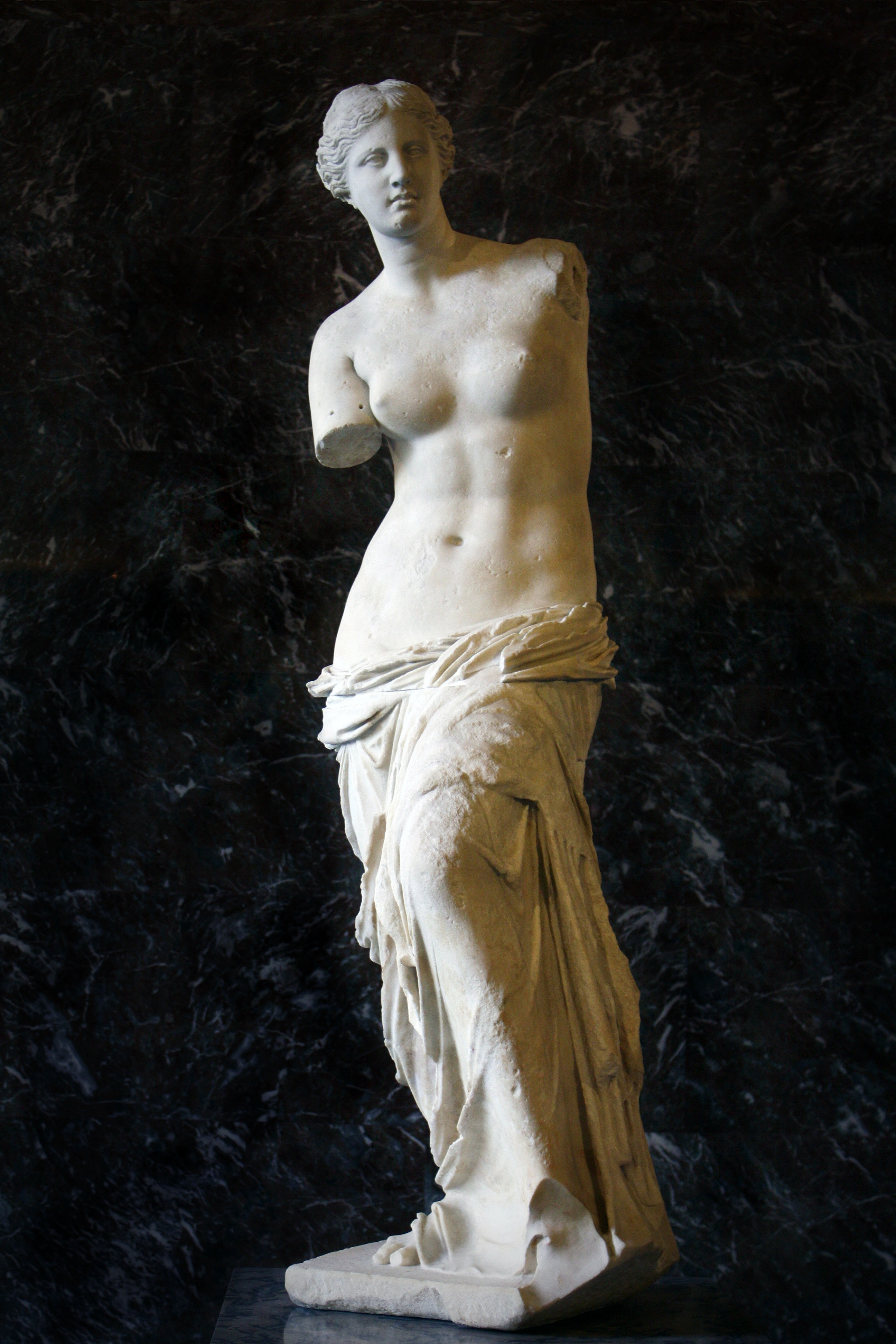
Wenus z Milo (Muzeum Luwru)

Marmur paryjski (stgr. lychnites) – szlachetna odmiana białego marmuru charakteryzująca się najwyższą jakością, stosowana w rzeźbiarstwie.

## Opis
Marmur paryjski charakteryzuje się jednolitym białym kolorem, najwyższą czystością i wyjątkową przejrzystością, która umożliwia przenikanie światła na głębokość 3,5 cm. 
Protolitem był wapień, z którego w wyniku procesów metamorficznych powstał marmur. Odmianę tworzą jednorodne, drobno- i średnioziarniste marmury złożone prawie wyłącznie z białych kryształów węglanu wapnia; jest szczególnie podatny na obróbkę. 
Nazwa pochodzi od miejsca wydobycia kamienia – greckiej wyspy Paros, gdzie wydobywano go na wschód od wioski Marati już w starożytności. Wówczas stosowano nazwy gr. lychnites (od lychnos)  lub łac. lygdinum (od lucerna) – nawiązujące do kaganków używanych w podziemnych tunelach przy wydobyciu kamienia. 
Wykorzystywali go najwięksi rzeźbiarze starożytności: Fidiasz, Agorakritos, Praksyteles i Skopas. Z marmuru paryjskiego wykonano wiele rzeźb, m.in. Wenus z Milo, Hermesa z małym Dionizosem i Nike z Delos. Stosowano go również do wznoszenia wyjątkowych budowli, m.in. Skarbca Syfnijczyków czy świątyni Zeusa w Olimpii.